# Arreu de tir

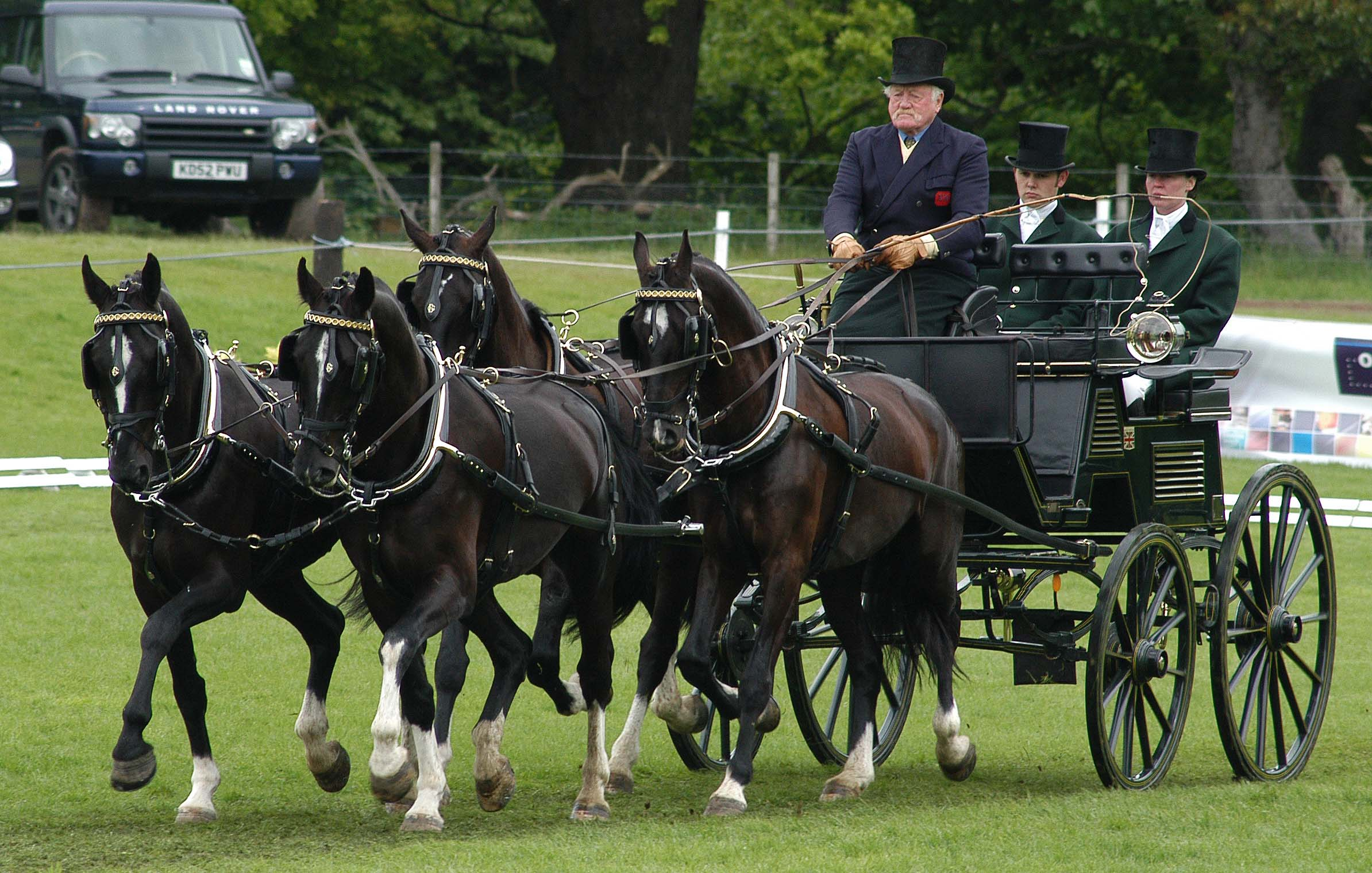
Arnès de tronc de tir de quatre cavalls guiat des del pescant.

Els arreus de tir o arnesos de tir són el conjunt d'arreus, guarnicions o guarniments que es posen als animals de tir perquè puguin arrossegar els carruatges amb comoditat. L'arnès es diu «de collar» o de «pitral», segons que sigui el coll o el pit l'òrgan sobre el qual s'exerceix directament la tracció.
Quan el carruatge és arrossegat per un únic cavall, l'enganxall es denomina «de vares» o «de llimonera» (hi ha dues vares i el cavall o la mula va enganxat al mig), noms que rep també l'arreu corresponent, que ofereix al seu torn algunes lleugeres variants segons que el vehicle sigui de dues o de quatre rodes.
Per extensió es denomina també arnès al conjunt de les guarnicions del bestiar de càrrega o de bast. Per a aquesta classe de treball l'element principal és el bast, que descansa sobre el llom de l'animal, subjecte a ell gràcies a la pressió de la cingla i sobrecingla. Per tal que no corri cap endavant durant la marxa i especialment en les baixades, forma part d'aquest aparell la rabasta o tafarra, que és una corretja ampla pendent de la part posterior del bast per mitjà dels cavallets (en molts casos la rabasta va sense cavallets, amb sobrançaa o sense). El pitral, que penja de la part anterior del bast, passant per davant del pit, impedeix al seu torn que aquell es corri cap enrere quan ve una pujada. Aquest arnès es completa amb la brida, de serreta o filet segons convingui, i els ganxos (fixos al bastiment o estructura del bast) necessaris per a consolidar la càrrega que es transporta.

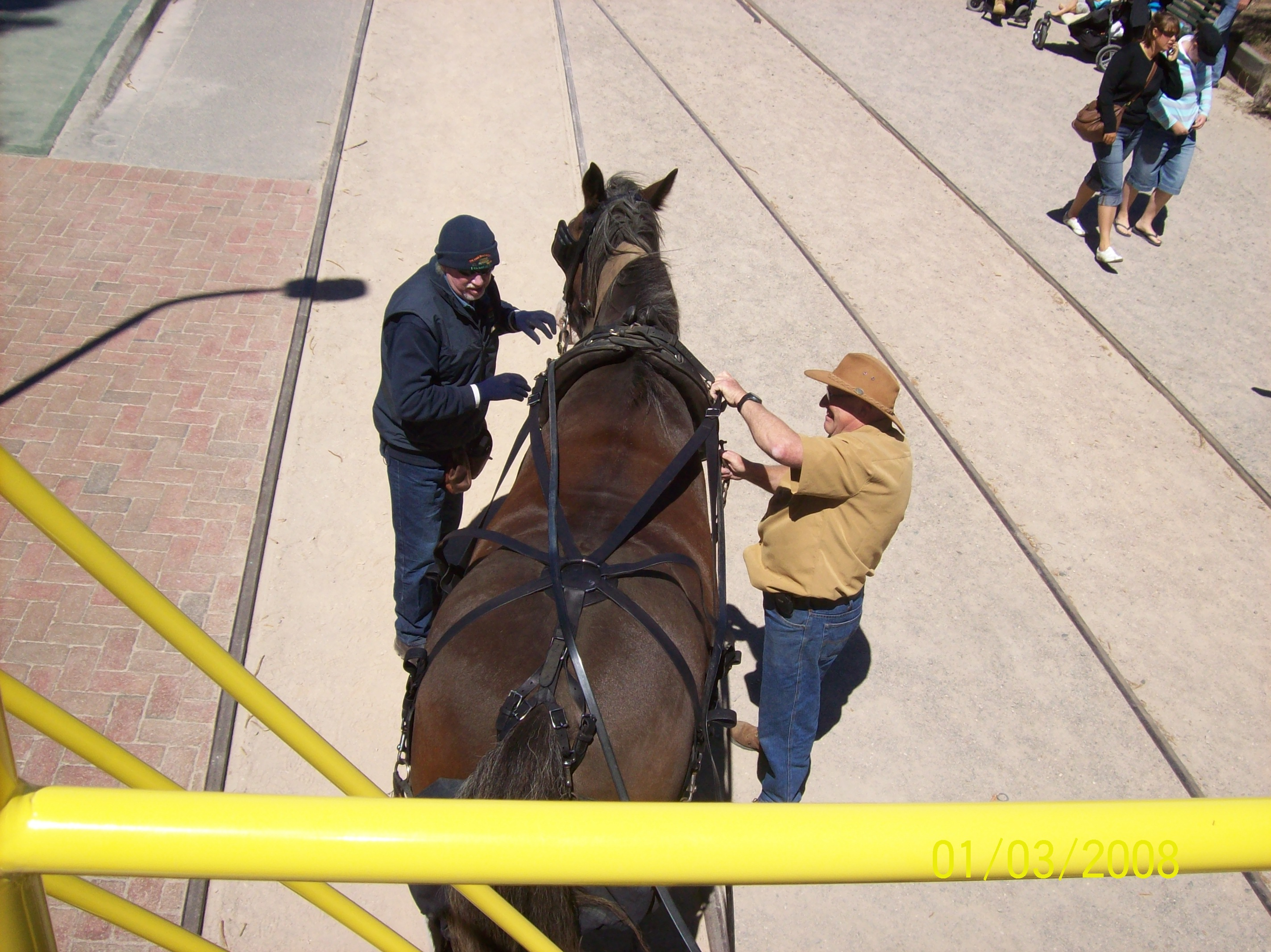
Cavall amb arnès que tira un tramvia a Victor Harbor (Austràlia).

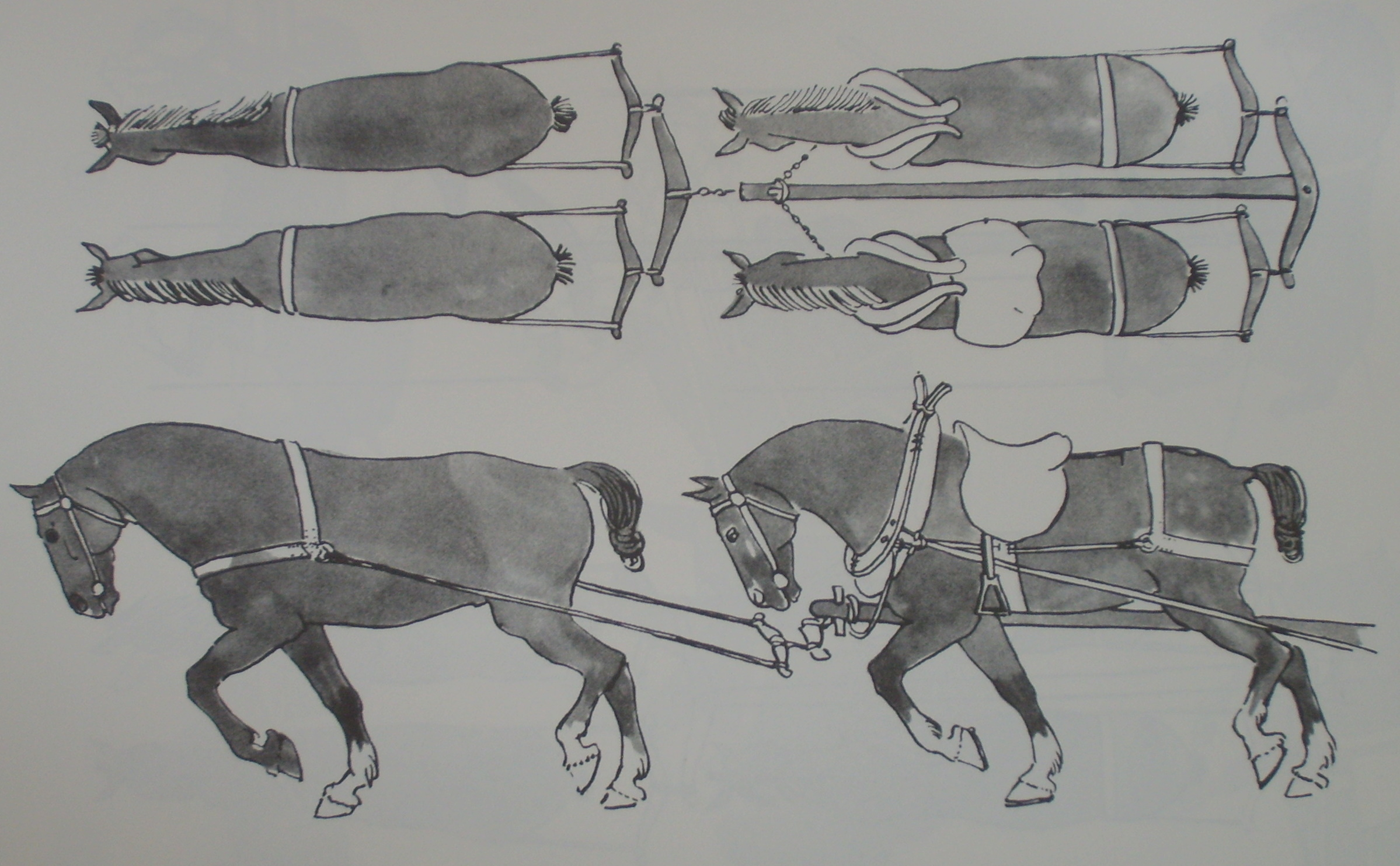
Arnès medieval

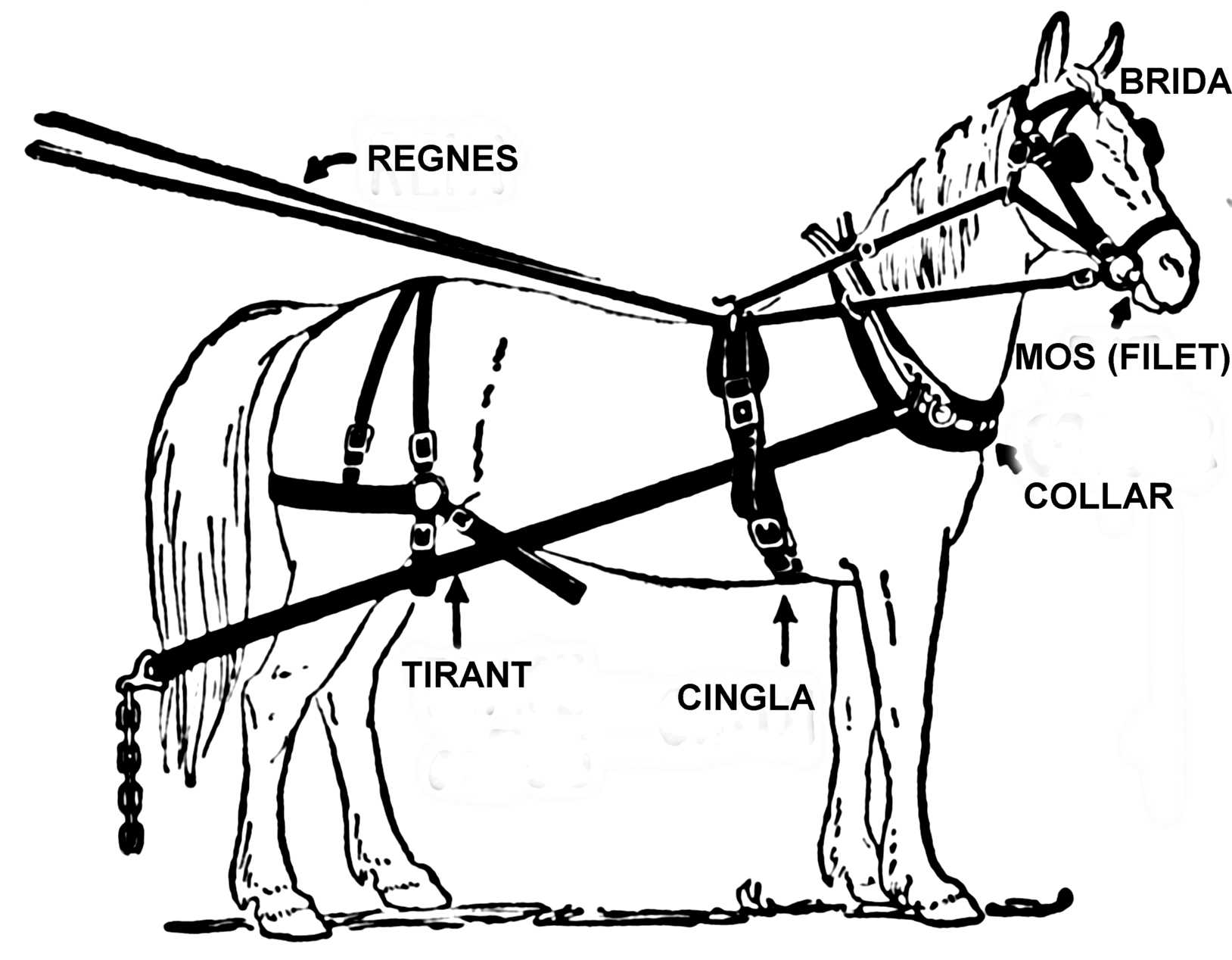
Arreus del cavall

## Tipus
- En tronc: quan un vehicle és arrossegat per dos cavalls aparellats.
- En tàndem: si els animals s'enganxen un darrere l'altre.

Si el tir es compon de quatre cavalls o més, generalment, es disposen per parelles: una parella enganxada a la llança (en tronc) i les altres davant d'aquesta. Les cavalleries de la parella davantera s'anomenen guies, i les intermèdies entre aquesta i el tronc, quartes. Si les parelles són vàries, es numeren així: primeres, segones, etc. Es distingeix l'arnès de totes elles, anomenat de guies, del que porta la parella de tronc. Aquest, al seu torn, varia, segons que el carruatge sigui de llança suspesa o no.
Si les parelles es guien
- Des del pescant: enganxament de quatre cavalls anomenat four in hand
- Des del terra: per tir pesant
- A la Daumont i de l'artilleria muntada: muntades per genets. Aquest arnès pot ser de sella (muntats), i de mà (aparellats amb aquests)

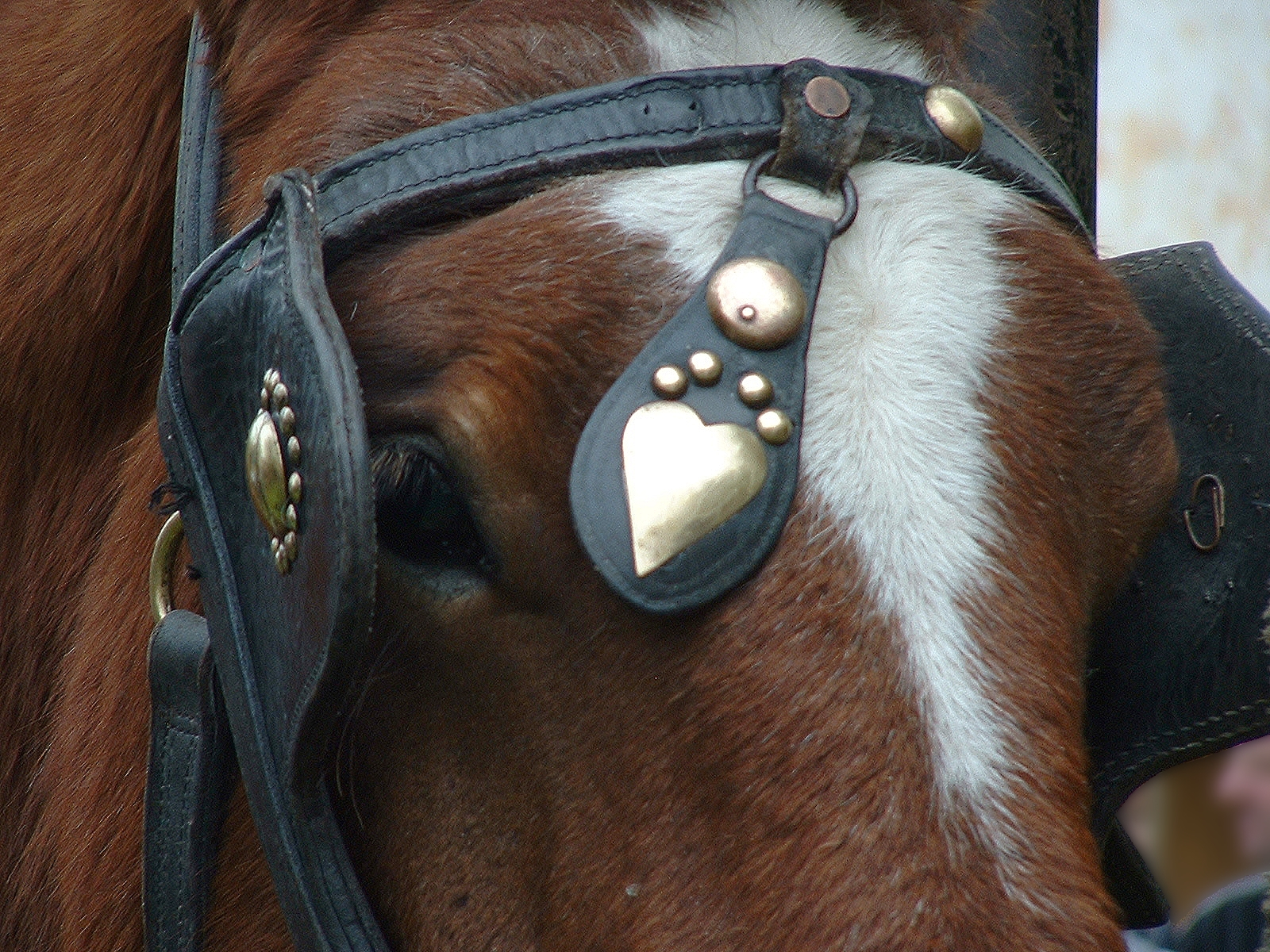
Cavall amb aclucalls.

Si el carruatge és de vares, s'usa un tipus d'arnès (que és arnès usual per tir lleuger i carruatges de quatre rodes) que es compon:
- D'una brida, que sosté el mos, al qual estan unides les regnes que serveixen per a dirigir el cavall.
- D'un collar, sobre el qual s'exerceix l'esforç de tracció, que es transmet al vehicle per mitjà dels tirants.
- D'un bastet o selló i els òrgans accessoris (cingla, sofra i ventrera), indispensables per a sostenir les vares i contenir el carruatge a les parades i pendents. La brida és anàloga a la dels cavalls de sella, sense més diferència que la de tenir ulleres, antipares o aclucalls.

## Collar
Consta de les parts següents:

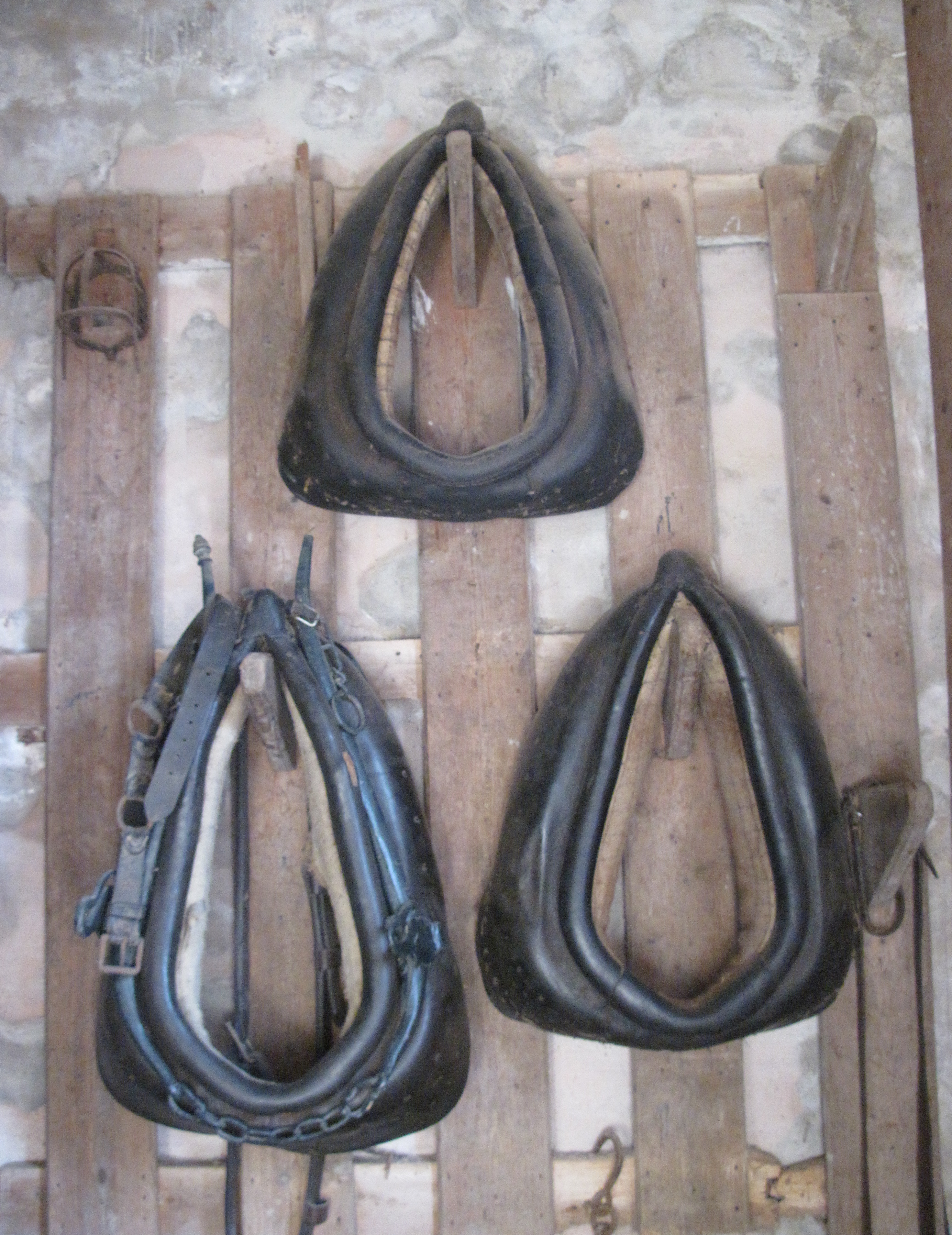
Collars per a cavalls de tir.

- El cos principal (de badana farcit de palla, llana o crins) reposa en el cavall i rep la força directament
- Dues costelles de fusta (que reben la força transmesa pel cos principal)
- Una corretja anomenada clau que uneix les costelles i permet ajustar el collar
- Dos vencillons de cuiro amb sivelles (que van des de mitja costella als argollats de les vares)

El colleró pot anar unit a la sobrecingla amb una mitja-martingala per evitar el seu capcineig.
De tots els arreus cap no requereix tanta atenció i vigilància com el collar. Si és petit sufoca, el cavall i, si és gran, dificulta el moviment dels braços de l'animal. Convé que sigui proporcional a l'alçada i volum del quadrúpede, fet que es coneix perquè un cop posat el seu extrem inferior queda una mica per sobre de les trobades. Si la forma no li permet quedar ben ajustat, o és excessivament dur, el seu frec sobre el pit pot causar una esgarrinxada, que es converteix en veritable ferida en un treball prolongat. Per això és indispensable que s'assegui bé i sigui prou tou, i convé que cada cavall tingui el seu colleró corresponent, el qual, en un treball continuat, s'haurà emmotllat perfectament a la configuració del seu coll i no li causarà molèsties, difícils d'evitar si el colleró es canvia.
Quan s'empra el bou com animal de tir, molt poques vegades es fa ús del colleró, el més comú és junyir-lo al jou.

## Pitral

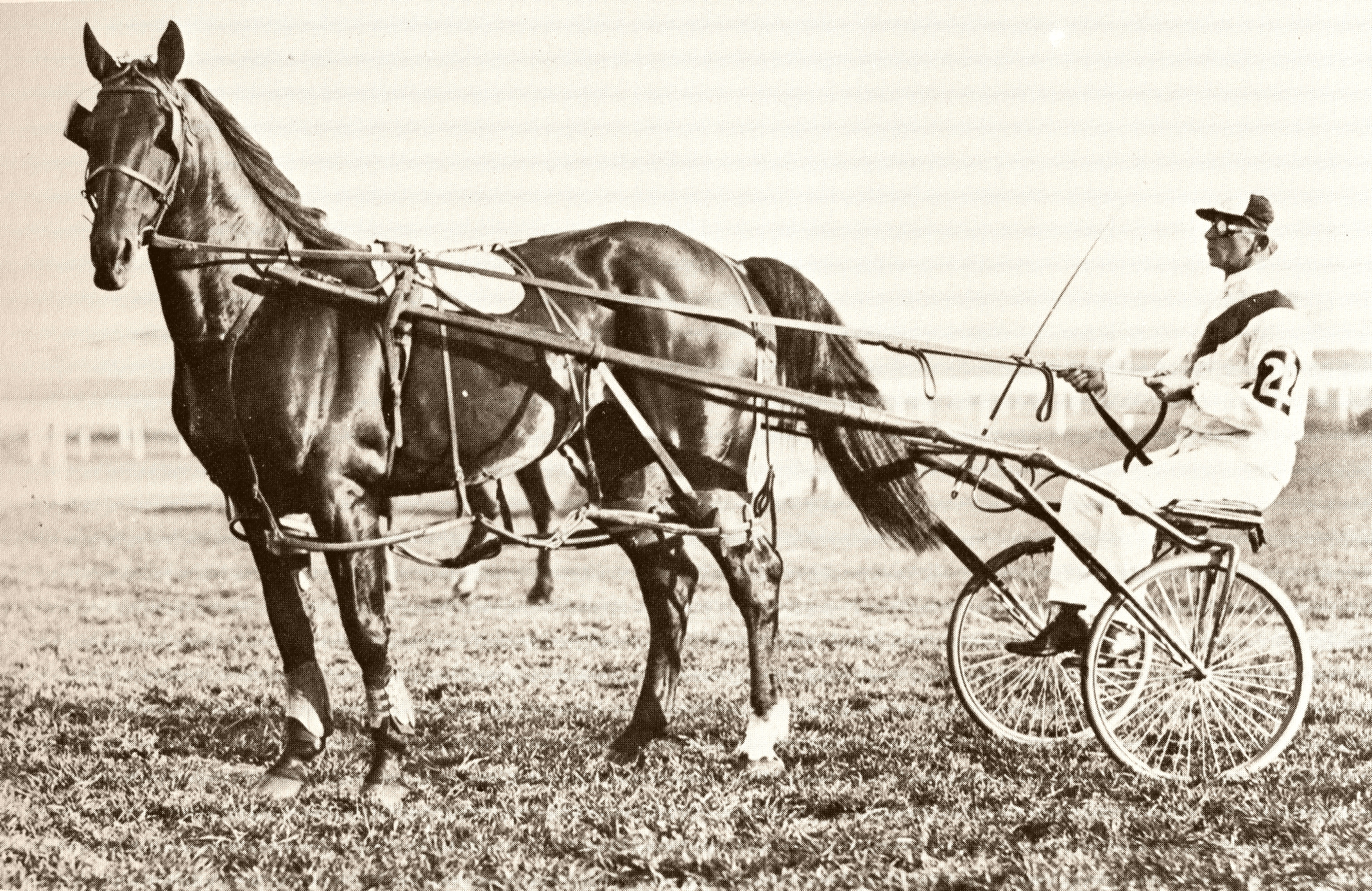
Arnès per a curses de trotons. El carro ("sulky" o cabriol) és de dues rodes i de vares.

De vegades, sobretot en els carruatges de dues rodes, es reemplaça el collar per un pitral, que no és més que una corretja ampla que passa per davant del pit del cavall en prolongació dels tirants i que penja davant de la creu mitjançant una corretja que es diu muntant. En aquesta van dues anelles per al pas de les regnes. La part que toca el pit de l'animal porta un coixinet de crinera per fer menys sensible el seu frec. De l'inconvenient esmentat sobre el collar, n'és lliure el pitral, que s'acomoda més fàcilment per a diferents cavalls. En canvi, amb el pitral el cavall no pot desenvolupar tota la força d'arrossegament tan bé com amb el collar, cosa que fa a aquest més a propòsit que aquella, sobretot per al tir pesant.
El pitral també requereix especial cura, ja que si es posa alt, dificulta la respiració, i si va baix dificulta el joc de les extremitats inferiors.
Si l'arnès de pit no porta rabasta, la manera de contenir el carruatge en les baixades i en les aturades és molt desfavorable, ja que tot el pes del vehicle carrega sobre el coll del cavall.
Per tal d'esmorteir les violentes sacsejades que pateix el cavall sobre les zones de contacte del collar o del pitral, quan es canvia bruscament de velocitat i en trencar la marxa, s'han ideat diverses disposicions que lliguen els tirants al carruatge mitjançant dispositius elàstics especials.

## Els tirants
Han de ser molt sòlids i resistents. Per a un tir lleuger es fan de cuir gruixut, amb l'extrem anterior acabat en un ganxo, i el posterior en una llaçada amb sivella, que serveix per regular la seva longitud.

## El selló o bastet

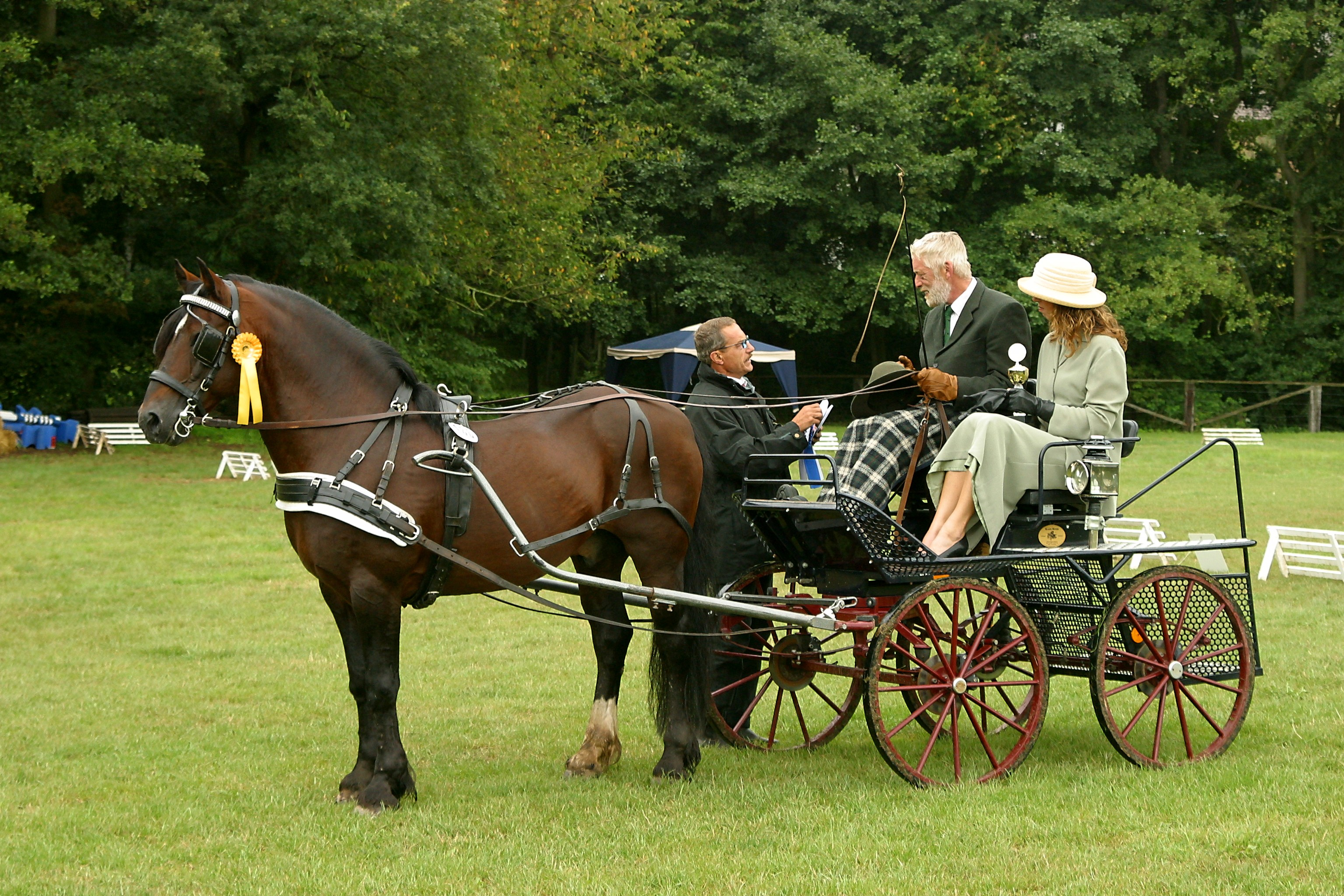
Guarniment de pitral d'un carruatge de vares de quatre rodes. Vegeu el pitral, la rabasta i el muntant. En tenir quatree rodes no necessita ventrera.

El bastet reposa sobre l'espinada del cavall per darrere de la creu i té una forma que recorda una sella de muntar petita (per això també se'n diu selló). Va subjectat per una cingla (com una sella de muntar).
La sofra reposa (i està unida) damunt del bastet. És una corretja ampla i llarga, amb els dos extrems formant bagues que serveixen per a unir-la a les vares. Normalment hi ha una tafarra o rabasta (corretja que envolta les natges de la cavalleria i que s'uneix a les vares amb els reculants) que rep la força en les baixades i desceleracions.
El bastet té dues anelles que serveixen de guies per a les regnes.
Des de les vares i per sota de la panxa de l'animal hi ha la ventrera o barriguera, corretja que va baldera i que permet un cert moviment cap a amunt de les vares del carruatge.

## La rabasta
És una corretja ampla i gruixuda que passa horitzontalment per les natges del cavall (a mitja cuixa) i que serveix per contenir el carruatge a les baixades. Acaba en els reculants amb sivella o ganxo que se subjecten a les vares.

## La sofra
La seva missió és sostenir les vares, i a tal efecte s'uneix a les vares de manera adequada. En els carros catalans la sofra s'acaba en dues bagues.

## Arnès per mula
Quan s'empra per al tir el mul en lloc del cavall, l'arnès és el mateix descrit en la secció de dalt, variant només la brida, que ofereix en la seva forma lleugeres diferències respecte a la del cavall. La més important és el canvi de mos a la mula de mà, per la serreta. A part, l'animal es guia amb una sola regna, que acaba en una llaçada, per la qual el conductor pot passar la mà.